# Oclusão
Oclusão é o ramo da odontologia que trata as relações de mordida entre a arcada dentária superior com a inferior e suas implicações em estruturas anexas (dentes, gengiva, ossos, músculos, ligamentos, articulação temporomandibular).
Em uma oclusão fisiológica ou orgânica, no final do fechamento mandibular, a ação dos músculos elevadores promove o assentamento dos côndilos nas fossas mandibulares do osso temporal, denominado posição de relação cêntrica (RC), coincidente com o máximo de contatos dentários posteriores bilateral, denominado máxima intercuspidação (MI) ou oclusão dentária. Como resultado a mandíbula assume posição estável denominada oclusão em relação cêntrica (ORC), na dimensão vertical de oclusão (DVO). Em seguida o relaxamento dos músculos elevadores gera a dimensão vertical de repouso (DVR).